# برد (أشغال معدنية)

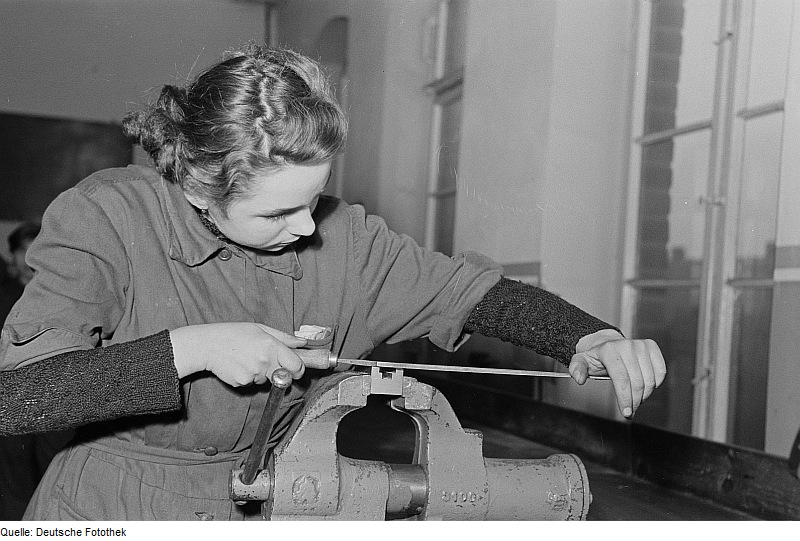

البرد أو البرادة هي عملية إزالة الأجزاء الزائدة من القطع المعدنية في الصناعة التحويلية، تعتمد البرادة على استخدام عمليتي: النشر والطحن وفي الواقع فهي مصممة بشكل عملي لكي تصبح متعددة الاستخدامات، ولكن غالباً أن البرادة تستخدم في عمليات إنهاء وتجهيز القطع المعدنية، يمكننا النظر إلى البرادة على أنها عمليات (صنفرة)، وتساعد البرادة القِطع قيد التشغيل عن طريق إزالة بعض المواد الزائدة من على الأسطح الخشنة والغير منتظمة، 
(ورق الصنفرة) مثالٌ على البرادة ولكنه يستخدم غالباً على الأسطح الخشبية.